# Nature Cancer
Nature Cancer è una rivista accademica mensile di oncologia, ad accesso aperto ibrido e sottoposta a revisione paritaria. Fondata nel 2020, è pubblicata dalla Nature Portfolio.
Il caporedattore è Alexia-Ileana Zaromytidou.

## Indicizzazione
Gli abstract e gli articoli sono indicizzati da:
- PubMed[3]
- MEDLINE[4]
- Science Citation Index Expanded[5]
- Scopus.[6]

Secondo il Journal Citation Reports, nel 2021 Nature Cancer ha ricevuto un fattore di impatto pari a 23,177, collocandosi all'11º posto su 245 riviste nella categoria oncologica. Al 2025 ha avuto un indice H pari a 81.